# Szymon Berent
Szymon Berent (ur. 1585 w Braniewie, zm. 16 maja 1649 w Braniewie) – polski jezuita, kompozytor, profesor Akademii Wileńskiej (1619–21), prefekt bursy muzycznej w Braniewie (1641–48); spowiednik i kaznodzieja księcia Albrychta Stanisława Radziwiłła (1626–33), przewodnik i spowiednik królewicza Aleksandra Karola Wazy w podróży do Niemiec i Italii (1634).
Wiedza o jego twórczości kompozytorskiej opiera się na kronikach jezuickich, same utwory nie zachowały się. Twórca za życia uznawany za uzdolnionego i popularnego:

...w sztuce muzycznej był bardzo biegły i wydał drukiem w Brunsberdze niemało dzieł, przede wszystkim zaś litanie De sanctissimo Nomine Iesu i loretańskie De Beatissima Virgine takim cieszące się uznaniem, że zwykło się je także śpiewać w Rzymie w Watykanie.

Utwory te ukazały się w latach 1638, 1639. Kompozycje 8-głosowe, prawdopodobnie dwuchórowe, pisane były na potrzeby kolegiów jezuickich. Pieniądze uzyskane za swoje utwory kompozytor przeznaczył na odbudowę bursy muzyków w Braniewie, zniszczonej przez Szwedów.
W latach 1614–1617 był profesorem filozofii w Braniewie, w latach 1619–1621 – profesorem matematyki, języka hebrajskiego i teologii moralnej w Akademii Wileńskiej, w latach 1641–1646 – prefektem Alumnatu Papieskiego i bursy w Braniewie.